# 저작권특별사법경찰대 대구사무소
저작권특별사법경찰대 대구사무소는 불법 콘텐츠 유통을 단속하기 위하여 설립된 대한민국 문화체육관광부 저작권특별사법경찰대 소속의 특별지방행정기관이다. 2011년 7월 15일 이미 운영 중인 서울·부산·광주·대전사무소에 이어 5번째로 설립되었다. 대구광역시 중구 동덕로 167 KT 대구지사 12층에 위치하고 있다.

## 같이 보기
- 저작권특별사법경찰대 서울사무소
- 저작권특별사법경찰대 부산사무소
- 저작권특별사법경찰대 광주사무소
- 저작권특별사법경찰대 대전사무소